# Flagge Nordlands

Die offizielle Flagge Nordlands

Die offizielle Flagge Nordlands (norwegisch: Nordlands flagg) wurde 1963 eingeführt und ist ein quadratischer Wappenbanner mit dem Wappen der norwegischen Provinz (Fylkeskommune) Nordland.
Die Flagge mit dem Verhältnis 1:1 bildet ein Nordlandboot ab. Diese Boote sind eine übergreifende Bezeichnung für traditionelle Bootstypen, die in den nordnorwegischen Provinzen Nordland, Troms und in der Finnmark bis Ende des 19. Jahrhunderts für den Fischfang gebaut wurden. Die schwarze Farbe symbolisiert den Teer, der auf den Booten verwendet wurde. Gelb steht für die Sonne.

## Geschichte

### Alte Flagge
Die alte Flagge von 1883, damals noch für das Nordlands Amt, zeigte auf weißem Grund mit rotem Rand an drei äußeren Ecken, in der oberen Mitte ein Fisch unter einem Haken und ein Ruder mit einem Fischernetz darüber. Als Inschrift stand oben Nordlands Amt und unter dem Netz 15. Mai 1833.

### Neue Flagge

Die Flagge enthält das Wappen von Nordland

Der erste Vorsitzende des Fylke Nordland, Haakon O. Wilka (1899–1991), der gleichzeitig Vorsitzender der norwegischen Inselgemeinde Vega war, wollte zunächst ein Nordlandboot als Motiv für das Wappen seiner Gemeinde, beschloss aber später, dass das Nordlandsboot besser zum Wappen für die Provinz Nordland passen würde. 1963 bat der Provinzausschuss (fylkeutvalget) den Nordländer Fylkemann Bue Fjermeros (1912–2000), die Arbeiten für ein Fylkewappen für Nordland in die Wege zu leiten, worauf er dem Heraldiker, Künstler und Hauptarchivar beim Osloer Riksarkivet („Reichsarchiv“), Hallvard Trætteberg (1898–1987), den Auftrag erteilte, ein Wappenschild, eine Flagge und einen Siegel zu entwerfen. Der Provinzausschuss beschäftigte sich am 7. August 1963 mit den Vorschlägen und entschied sich für das schwarze Boot auf goldenem Grund.
Nach den Regeln zur Ausgestaltung der Wappenschilder für die Kommunen und Gemeinden in Norwegen können Wappen und deren Banner aus einem Motiv, einer Farbe und einem Metall (gelb bzw. gold oder weiß bzw. silber) bestehen. Die von dem Reichsarchiv akzeptierten Regeln wurden von Hallvard Trætteberg selbst formuliert. Er ist auch der Urheber von fünfzehn weiteren Gemeinde- und Provinzwappen.
Das Provinzparlament (Fylkesting) beschloss am 5. Dezember 1963, dass Provinzwappen (fylkesvåpnet) mit folgender Beschreibung (Blasonierung): einzuführen:

«På gull bunn en svart nordlandsbåt med mast og råseil.»

„Auf goldenem Grund ein schwarzes Nordlandboot mit Mast und Rahsegel.“

Mit der Resolution des Kronprinzregenten vom 15. Januar 1965 wurde das Wappen, die Flagge und das Siegel genehmigt. Die Bezeichnung Nordlandboot wurde vor dem Abschluss des Genehmigungsprozesses allerdings noch vom Reichsarchiv durch Boot ersetzt, da nach deren Ansicht ein Nordlandboot eine detailliertere Zeichnung als die heraldischen Regeln vorsahen, erfordere und diese Regeln auch keine Angaben lokal bestimmter Bootstypen zuließe. Zudem wurde bei der Flagge gold durch gelb ersetzt. Damit änderte sich die Beschreibung der Flagge in:

«På gull bunn en svart båt med mast og råseil.»

„Auf gelbem Grund ein schwarzes Boot mit Mast und Rahsegel.“

Als 1975 die Fylkekommune als eigenes vom Volk gewähltes Verwaltungsorgan gegründet wurde, übernahm man nach der Provinzparlamentswahl das Wappenbanner.
1990 setzte das Reichsarchiv fest, dass das Wappen ebenfalls mit gelb sowie mit einem dünnen Konturstrich um das Wappenschild abgebildet werden kann und dass beim Drucken als Farbe des Pantone Matching Systems 116 für den gelben Farbton vorzusehen ist.
Seit 2008 ist das Wappen im Logo und grafischen Profil der Fylkeskommune Nordland enthalten.
Die Originalzeichnungen des Entwurfs für das Wappen, die Flagge und das Siegel werden vom Reichsarchiv aufbewahrt.

## Beflaggungsregeln
Flaggentage und Beflaggungsregeln richten sich nach denen für ganz Norwegen, wobei die Beflaggungszeiten in den Provinzen Nordland, Troms und der Finnmark in den Wintermonaten (November bis Februar 10 bis 15 Uhr) kürzer als im Süden ausfallen.